# تومویا نیشینو
تومویا نیشینو (انگلیسی: Tomoya Nishino؛ زادهٔ 1987) تهیه‌کننده فیلم اهل  است. وی از سال ۲۰۱۱ میلادی تاکنون مشغول فعالیت بوده‌است.